# 中野浩司
中野 浩司（なかの こうじ）は、日本の元俳優、声優。大分県出身。
演劇集団 円の演劇研究所を経て、劇団青年座に所属。青年座の舞台や洋画の吹き替えを中心に活動していた。研究所では甲斐政彦と同期であった。
現在は俳優業を辞め、実家のある大分県で暮らしている。

## 出演作品

### テレビドラマ
- 嵐の中の愛のように
- 盲人探偵・松永礼太郎
- まだ恋は始まらない
- スチュワーデス刑事
- 腕まくり看護婦物語
- 発見！周恩来の東京滞在日記 隣人の肖像

### 舞台
- くじらの降る森（青年）
- ブンナよ、木からおりてこい
- リセット（バッカス）

### テレビアニメ
1996年
- 名探偵コナン（一枝隆）
- シンデレラ物語（ニコラ）

### 吹き替え
- アンジェラ 15歳の日々（ブライアン・クラッカー）
- 永遠のプリンセス・ダイアナ 愛に散った白いバラ（アンドルー）
- おまかせアレックス（ネイサン・ディーン）
- カリフォルニアドリーム（リプタイド）
- サンフランシスコの空の下
- トム・ジョーンズの冒険（ブライフィル）
- フルハウス（ライアン）
- マイ・プライベート・アイダホ
- ミステリアス・アイランド（ハーバート）
- ミステリー・グースバンプス（ウィルソン）
- 楊家将（楊延順）